# James Dewar
Sir James Dewar (Kincardine-on-Forth,  1842. szeptember 20. –   London, 1923. március 27.),  brit kémikus és fizikus.
1842-ben született Skócia Kincardine-on-Forth nevű városában. 1875-től a Cambridge-i Egyetem professzoraként dolgozott. Később a londoni Royal Institution-ban végezte kísérleteit, melyek során a gázok alacsony hőmérsékleten történő viselkedését tanulmányozta.
1872-ben feltalálta a róla elnevezett Dewar-palackot, amely a mai termosznak felel meg: az edénynek dupla üvegfala van, melyek között vákuum található, ez biztosítja a jó hőszigetelést.
1891-ben Frederick Abellel kikísérletezte a kordit-ot, a füst nélküli hajtógázas robbanóanyagot. 
1898-ban először hozott létre cseppfolyós hidrogént.